# CDW
CDW Corporation este o companie americană distribuitoare de produse IT și furnizoare de servicii pentru companii, agenții guvernamentale și instituții educaționale.
Fondată în 1984, compania CDW este unul din cei mai mari distribuitori de computere, software și echipamente IT din Statele Unite.
În anul 2006, veniturile CDW au totalizat 6,8 miliarde dolari.